# Порса
По́рса (ест. Porsa küla) — село в Естонії, у волості Вільянді повіту Вільяндімаа.

## Населення
Чисельність населення на 31 грудня 2011 року становила 63 особи.

## Історія
З 19 грудня 1991 до 25 жовтня 2017 року село входило до складу волості Тарвасту.

## Пам'ятки
- Лютеранська кірха святого Петра (Tarvastu Peetri kirik), пам'ятка архітектури 14-19-го століть.[2]

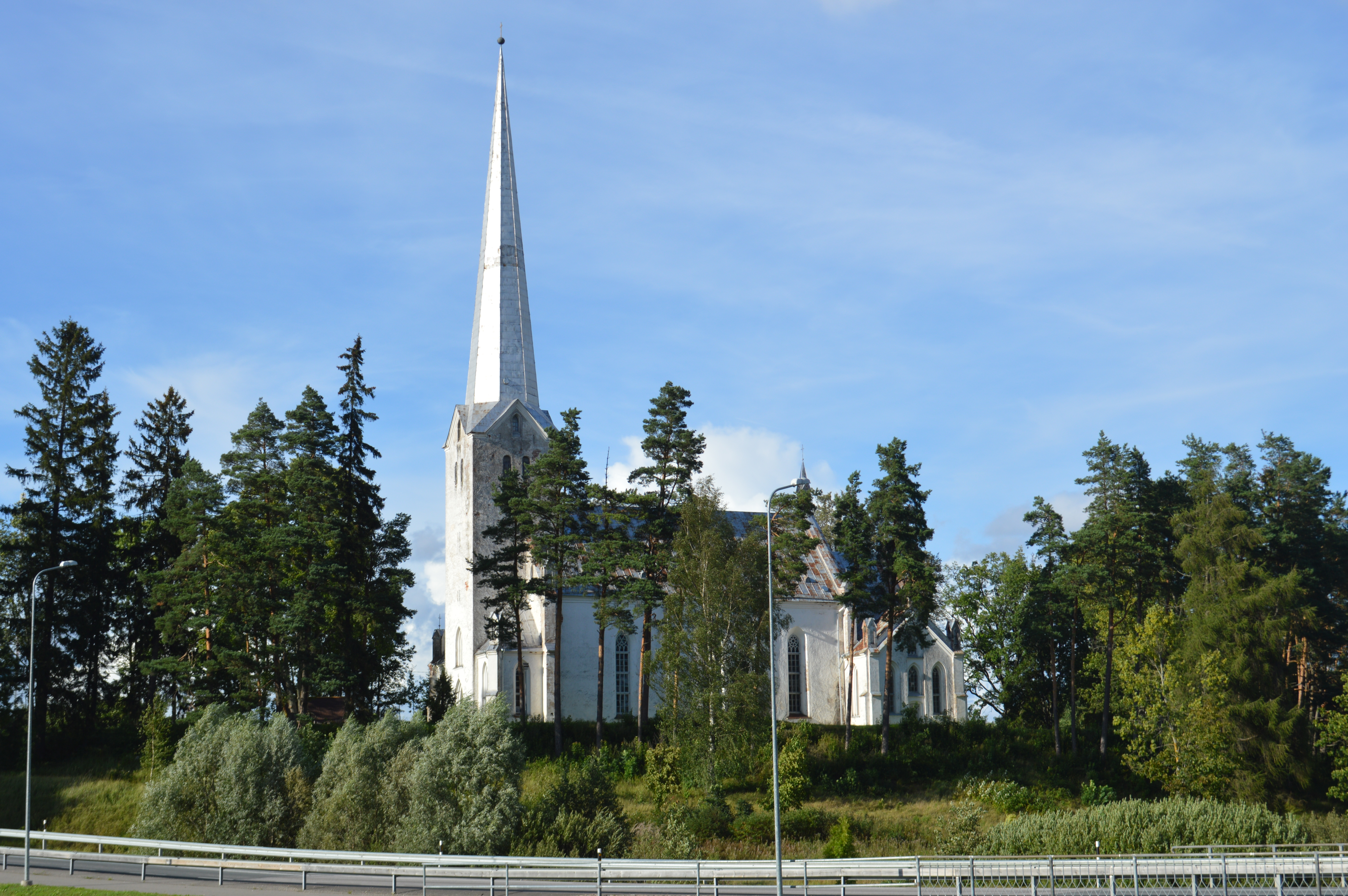
Лютеранська кірха